# Clyst St Mary
Clyst St Mary è un villaggio e parrocchia civile dell'Inghilterra, appartenente alla contea del Devon.